# NGC 5218
NGC 5218 је спирална галаксија у сазвежђу Велики медвед која се налази на NGC листи објеката дубоког неба.
Деклинација објекта је + 62° 46' 5" а ректасцензија 13h 32m 10,2s. Привидна величина (магнитуда) објекта NGC 5218 износи 12,3 а фотографска магнитуда 13,1. Налази се на удаљености од 50,8000 милиона парсека од Сунца. NGC 5218 је још познат и под ознакама UGC 8529, MCG 11-17-5, CGCG 316-20, CGCG 317-3, VV 33, ARP 104, IRAS 13304+6301, Keenan's system, PGC 47603.